# Maatschappelijke geldhoeveelheid

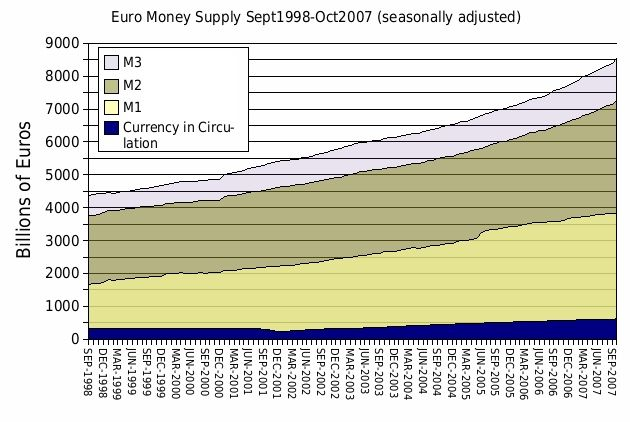
Omvang van de maatschappelijke geldhoeveelheid van het eurogebied tussen 1998 en 2007. In blauw is de chartale en in geel de maatschappelijke geldhoeveelheid weergegeven

De maatschappelijke geldhoeveelheid, ook wel primaire geldhoeveelheid of primaire liquiditeitenmassa, afgekort M1, is een begrip uit de macro-economie.
Het begrip omvat al het chartaal en giraal geld dat in handen is van het publiek – particulieren en ondernemingen met uitzondering van het kasgeld van de geldscheppende (primaire) banken. Dat geld wordt niet meegeteld omdat dat kasgeld uitsluitend dient ter dekking van de direct opeisbare tegoeden in handen van het publiek, dat wil zeggen het girale geld. Zou men dat geld wel meetellen dan ontstaan dubbeltellingen.
Geldschepping houdt in dat de maatschappelijke geldhoeveelheid toeneemt. Dit gebeurt vooral door kredietverlening van de algemene banken aan het publiek. Tegenover geldschepping staat geldvernietiging, per definitie een afname van de maatschappelijke geldhoeveelheid, bijvoorbeeld door aflossingen van kredieten door het publiek.
Het Nederlandse CBS definieert het begrip maatschappelijke geldhoeveelheid als volgt:
"De in omloop zijnde bankbiljetten en munten en tegoeden die onmiddellijk in contanten kunnen worden omgewisseld of die kunnen worden gebruikt voor girale betalingen."

## Rente
De geldhoeveelheid en de rentestand zijn op elkaar van invloed. Een grotere geldhoeveelheid (in de betekenis van geldaanbod op de geldmarkt) zal een verlagend effect hebben op de rentestand. Andersom zal een hoge rente een drukkend effect hebben op groei van de (girale) geldhoeveelheid. Immers door een hoge rente daalt de vraag naar kredieten door het publiek (lenen wordt duurder) en daarmee neemt de girale geldschepping van de algemene banken af. 